# Anomalomydas mackerrasi
Anomalomydas mackerrasi is een vliegensoort uit de familie Mydidae. De wetenschappelijke naam van de soort is, geplaatst in het geslacht Miltinus, voor het eerst geldig gepubliceerd in 1938 door Norris.
De soort komt voor in Australië (West-Australië).